# カフェテロス・プロ
カフェテロス・プロ（西: Cafeteros Pro）は、スーペルリーガ・アメリカーナ・デ・ラグビー（SLAR）に所属していたコロンビア・メデジンのラグビーユニオンチーム。

## 概要
南米最高峰のラグビーユニオンリーグであるSLARに参戦するコロンビアチームとして創設。

## 歴史
2019年11月、翌年3月に開幕するSLARに参戦するコロンビアのチームとして創設された。ただし、カフェテロス・プロは、2シーズン目となる2021シーズンから正式参加の予定であった。
リーグ初年度の2020シーズンは、レギュラーシーズン終了後のプレーオフ（最下位（5位）チームとの5位決定戦）でデビュー予定であったが、COVID-19パンデミックの影響により第2節の途中でシーズン打ち切りとなったため実現しなかった。
参加初年度となった2021シーズンは、10戦全敗の最下位（6位）に終わった。
2022シーズンは、第3節のコブラス・ブラジウXV戦でSLARでの初勝利をあげると、レギュラーシーズンを4勝6敗の4位で終え、上位4チームが出場する決勝トーナメントに進出した。決勝トーナメントでは、初戦でウルグアイのペニャロール・ラグビーに敗退した。
2022シーズンを最後にSLARからの脱退を表明。2023シーズンはリーグに所属せず、2024シーズンにSLARの後継大会であるスーペル・ラグビー・アメリカス（SRA）への参加を目指している。

## タイトル
なし